# Los infieles
«Los Infieles» es el primer sencillo del álbum K.O.B. Live del grupo de bachata Aventura.
La canción alcanzó gran reconocimiento en muchos países de habla hispana y llegó al puesto treinta y tres en el Billboard.

## Video musical
El video musical de «Los Infieles» comienza con Aventura en un club cada uno con su pareja, pero eso no les impide bailar entre sí. La chica que está con Romeo recibe una llamada telefónica a las 2:30 de la mañana de su marido. Resulta que la chica en cuestión fue amante de Romeo en el pasado y ahora ambos están casados y siguen viéndose a escondidas.

## Posición en listas
| Lista (2006)                                   | Posición más alta |
| ---------------------------------------------- | ----------------- |
| EE. UU. Billboard Hot Latin Tracks             | 4                 |
| EE. UU. Billboard Latin Tropical/Salsa Airplay | 1                 |

## Premios y nominaciones
«Los Infieles», recibió el Premio Billboard Latino en 2007 por “Canción tropical del año” para un dúo o grupo. La canción también recibió una nominación al Premio Lo Nuestro en 2008 por “Canción Tropical del Año”, la cual perdió contra “Mi Corazoncito” que es otra canción del mismo grupo.